# Рикиши
Соло́фа Фату́-младший (англ. Solofa Fatu Jr., род. 11 октября 1965, Сан-Франциско, Калифорния) — самоано-американский рестлер, более известный по своим выступлениям в WWE под псевдонимом Рики́ши (англ. Rikishi, в переводе с яп. — «Сумоист»). Выступая в WWE, он один раз завоёвывал титул интерконтинентального чемпиона WWE, дважды титул мирового командного чемпиона и один раз командного чемпиона WWE.
Член Зала славы WWE с 2015 года.

## Ранняя жизнь
Солофа Фату родился 11 октября 1965 года в Сан-Франциско в семье Солофы Фату-старшего и Элеверы Аноа’и Фату и вырос в Саннидейл Проджектс в районе Виситасьон Вэлли, где его дедушка и бабушка по материнской линии были проповедниками. Он учился в средней школе Бальбоа и выступал в команде по борьбе.
В 1982 году, когда ему было семнадцать лет, Фату был ранен в перестрелке, после которой у него остался шрам на животе; в интервью 2021 года он утверждал, что три минуты находился в состоянии клинической смерти. Он провел два месяца в больнице, после чего его мать, опасаясь за его безопасность, отправила его из Калифорнии жить к своим братьям Афе и Сике Аноа’и, с которыми он тренировался, чтобы стать рестлером.

## Карьера в рестлинге

### Ранняя карьера (1985—1992)

#### Монреаль и International Championship Wrestling (1985—1986)
Фату начал свою карьеру в рестлинге в 1985 году, работая в монреальском промоушене Lutte Internationale Джино Брито и Дино Браво как фейс Принц Алофа. Он часто выступал в команде с лучшими фейсами этой компании. В том же году Фату также работал в International Championship Wrestling в Нью-Йорке.

#### «Самоанский спецназ» (1986—1992)

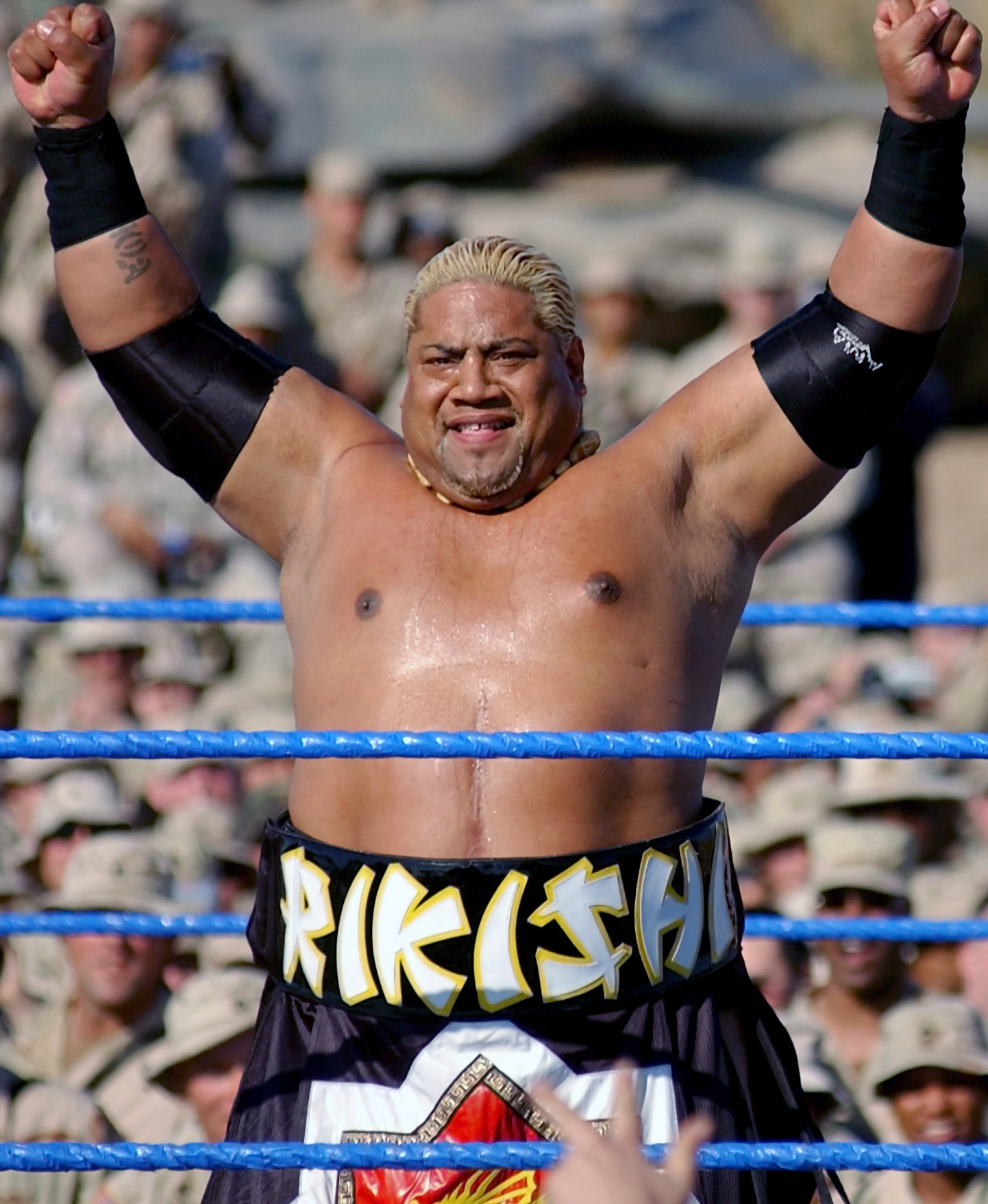
Рикиши в 2003 году

В 1986 году он и его двоюродный брат Самула Аноаʻи стали командой «Самоанский спецназ» (Саму & Фату) в New Japan Pro-Wrestling. В 1987 году они подписали контракт с World Wrestling Council в Пуэрто-Рико и использовали образ «Диких самоанцев», который успешно применяли их родственники, выступая босиком, никогда публично не говоря по-английски и не реагирую на удары соперников. Они стали новыми Карибскими командными чемпионами WWC 7 ноября 1987 года, победив Захватчика I и Захватчика III. Они удерживали титул чуть больше месяца, после чего уступили его Марку и Крису Янгбладам, а затем покинули промоушен.

Затем Саму и Фату появились в Техасе, работая в World Class Championship Wrestling Фрица фон Эриха. 

## Личная жизнь
Фату — член знаменитой семьи Аноа’й. Он является братом-близнецом Сэма Фату (Тонга Кид/Тама), и у обоих братьев также есть дети-близнецы. Сэм — отец близнецов Марли и Миракла, а Фату — отец близнецов Джонатана и Джошуа Сэмюэлей, которые в настоящее время выступают в WWE под именами Джимми Усо и Джей Усо. Его третий сын Джозеф также вступает в WWE под именем Соло Сикоа.
Он племянник Сики Аноа’й и Афы Аноа’й, известных как «Дикие самоанцы». Он является старшим братом покойного Эдди Фату (Умага/Джамал), который умер 4 декабря 2009 года.

## Титулы и достижения
- Northern States Wrestling Alliance
  - Командный чемпион NSWA (1 раз) — с Саму
- Portland Wrestling
  - Портлендский тихоокеанский северо-западный чемпион в тяжёлом весе (1 раз)[7]
- Power Pro Wrestling (Мемфис)
  - Чемпион Power Pro Wrestling в тяжёлом весе (1 раз)[8]
- Pro Wrestling Illustrated
  - Возвращение года (2000)
  - № 27 в топ 500 рестлеров в рейтинге PWI 500 в 2000[9]
- Revolución Lucha Libre
  - Абсолютный международный чемпион (5 раз)[7]
- Universal Wrestling Association
  - Командный чемпион мира UWA среди трио (1 раз) — с Кокиной Максимус и Самоанским Дикарем[7]
- World Class Wrestling Association
  - Техасский командный чемпион WCWA (1 раз) — с Саму[10][11]
  - Командный чемпион мира WCWA (3 раза) — с Саму[12][13]
- World Wrestling Council
  - Карибский командный чемпион WWC (1 раз) — с Саму[7]
- World Wrestling Federation/Entertainment/WWE
  - Интерконтинентальный чемпион WWF (1 раз)[14]
  - Командный чемпион мира (2 раза) — с Саму (1) и Рико (1)[15]
  - Командный чемпион WWE (1 раз) — со Скотти 2 Хотти[16]
  - Зал славы WWE (2015)[17][18]
  - Премия Slammy за лучший этикет (1994) — с Саму[19]
- Wrestling Observer Newsletter
  - Худший матч года (1993) с Саму, Бастионом Бугером и Бам Бам Бигелоу против «Бушвакеров» и «Мужчины на задании» на Survivor Series (1993)[20]